# Джида
Вижте пояснителната страница за други значения на Джида.
Джѝда или диалектно Джѐда (на арабски: جدّة – Джидда, Джедда; правопис по американската система BGN: Jiddah и Ǧiddah) е втория по големина град в Саудитска Арабия.
Разположен е на брега на Червено море. Градът е сред главните административни центрове в държавата и е най-големият град в провинцията Мека. Освен това, в Джида се намира най-голямото пристанище на Червено море. Според преброяването от 2010 г., населението на града е 3 430 697 жители и представлява един от главните търговски центрове на държавата. Джида е основният транзитен пункт към Мека, свещеният град на ислямския свят, и Медина.
Джида е един от най-космополитните, най-разновидните и толерантни градове в Саудитска Арабия и е дом на значителен брой заселници от цял свят. От икономическа гледна точка, Джида се фокусира върху по-нататъшното развитие на капиталовите инвестиции в научните и инженерни сфери в Саудитска Арабия и Близкия изток.

## Етимология
Съществуват най-малко две тълкувания за произхода и значение на името „Джида“. Най-известното от тях гласи, че името произлиза от арабската дума جده джадда, което в превод означава „баба“. Според източните вярвания, гробът на Ева се намира в Джида. Гробът бил запечатан от религиозните власти през 1975 г., защото някои хора са се молили в него.

## История
Разкопките от района на Ал-Балад показват, че градът е основан от заселници от териториите на днешен Йемен около 500 г. пр. Хр. като рибарско селище. Други изследвания показват, че областта е била обитавана по-рано, още в каменната епоха. Тези райони са били посетени от Александър Велики. Джида добива важно значение през 647 г., когато третият халиф Усман ибн Аффан прави града транзитен пункт за поклонниците, пътуващи до Мека (Хадж). През 969 г. Фатимидите поемат контрол над Египет и разширяват влиянието си в съседните региони, включително и Джида. Тогава се разработили търговските пътища, свързващи Средиземно море и Индийския океан през Червено море. След това градът влиза в състава на различни империи. През 1177 – Аюбидската империя, през 1245 – Мамелюкския султанат, а през 1517 – Османската империя. Османците укрепват града със стени, за да се предпазят от нападенията на португалците, които тогава пътували през тези райони, за да стигнат до Индия. През 1802 г. градът е сцена на битки с цел отделяне от империята, но турците си го възвръщат през 1813 г. По време на Първата световна война шариф Хюсеин ибн Али (управител на Хиджаз и свещените градове Мека и Медина) се опитва отново да получи независимост от турците, както и да създаде арабска държава от Сирия до Йемен. През юни 1916 г. създава кралство Хиджаз, но властта му се оспорва от Ибн Сауд, който претендира за територията. Оттегля се през 1924 г. след упадъка на Мека, а синът му застава начело на останалите земи в кралството. Няколко месеца по-късно Джида е превзета от Ибн Сауд и става част от ново кралство Хиджаз-Наджд през декември 1925 г., а през 1932 г. влиза в границите на Саудитска Арабия.
През 2014 г. старият град на Джида е включен в списъка на световното културно и природно наследство на ЮНЕСКО.

## География
Джида се намира на крайбрежната равнина на Червено море, наричана Тихама. Джида лежи в региона Хиджази Тихама (на арабски: تهامة الحجاز), който се намира в ниската част на планините Хиджаз. В региона няма реки или долини, но в близост до града се намират два залива. Градът е развит по оста север-юг, на разстояние около 60 километра. Климатът в града е сух и горещ, а за разлика от други саудитски градове, в Джида преобладават топли температури дори и през зимата. Средната температура през януари е ок. 22 °C, а през юли – ок. 33 °C. Валежите са спорадични и най-често падат през декември. Най-ниската температура в Джида е отчетена през 1995 г. (3 °C). Средната годишна сума на валежите е само 67 мм, но има бури с градушка. През лятото често срещани са пясъчните бури, носещи пясък от пустините на полуострова.
Голям проблем е замърсяването на въздуха, както и пожарите.

## Икономика
Джида лежи в сърцето на Близкия изток и Северна Африка и всички столици в региона се намират в близост от два часа със самолет. Той е вторият търговски център в района след Рияд и четвъртият по големина промишлен център. Икономическият център на града е улицата Крал Абдула, който е дом на някои от най-големите саудитски фирми и компании. Друга важна улица е Тахила, където се намират много ексклузивни магазини като Прада, Гучи, Бърбери и Джорджо Армани.
В началото на XXI век (2001) местното пристанище получава 55% от вноса на Саудитска Арабия и изпраща 5% от износа. Всяка пета фирма на кралството е била регистрирана в Джида, прибл. 90 000 фирми, в това число 40 от топ 100-те най-големи компании.
Градът е седалище на редица организации – Организация за ислямското сътрудничество, Ислямска банка за развитие и други.

## Известни личности
Родени в Джида
- Луджайн Хадлул (р. 1989), общественичка

Починали в Джида
- Зин Абидин бен Али (1936-2019), тунизийски политик

## Галерия
- Джида през 1924 г.
- Джида през 1938 г.